# Філіпов Роман Миколайович
Роман Миколайович Філіпов  (нар. 13 серпня 1984, Воронеж, РРФСР, СРСР — 3 лютого 2018, поблизу Серакиб, Ідліб, Сирія) — російський льотчик. Майор Повітряно-космічних сил РФ. Була поширена помилкова інформація, ніби він є українським колаборантом, що після анексії Криму Росією 2014 року зрадив українській присязі, перейшовши на службу до російських збройних сил. Ця інформація пізніше була спростована.
Загинув у Сирії 3 лютого 2018 року при виконанні бойового завдання. Посмертно Герой РФ (2018).

## Життєпис
Народився 13 серпня 1984 року у Воронежі в сім'ї військового льотчика. Закінчив Краснодарське вище військове авіаційне училище льотчиків 2006 року.
Служив у 187-му гвардійському штурмовому авіаційному полку (військова частина № 13984) в селі Чернігівка Приморського краю. Пройшов усі посади від старшого льотчика до заступника командира ескадрильї штурмового авіаполку Східного військового округу, звідки і був відряджений до складу Авіаційної групи ВПС Росії в Сирії. Філіпов був льотчиком штурмової авіації, неодноразово брав участь у російських військових маневрах «Авіадартс», де 2013 року зайняв друге місце серед штурмовиків.
Збитий літак Су-25 (з бортовим номером 06 і серійним номером RF-95486) до цього був приписаний до авіаполку на Кубані, а потім 2014 року передислокований до окупованого Крим, де числився в складі 37-го змішаного авіаційного полку 27-ї змішаної авіаційної дивізії 4-ї армії ВПС і ППО Південного військового округу, дислокованого на авіабазі «Гвардійське».

## Загибель
3 лютого 2018 року при виконанні обльоту зони деескалації «Ідліб» літак з Філіповим був збитий поблизу міста Серакиб пострілом з переносного зенітного ракетного комплексу. Льотчик катапультувався, після чого загинув у бою на землі. Після цього російські війська провели серію обстрілів території, що контролюється бойовиками[ким?], і заявили про 30 загиблих.
5 лютого Філіпова нагородили званням Героя РФ. 6 лютого 2018 року тіло Філіпова було доставлено на підмосковний військовий аеродром Чкаловський.

## Пам'ять
Іменем Філіпова назвали вулиці в Калінінграді та Владивостоці. У Воронеже його ім'я присвоєно школі № 85, 10 лютого 2018 року на будинку школи встановлено меморіальну дошку.

### Прощання і похорон
6 лютого 2018 року тіло Філіпова було доставлено на підмосковний військовий аеродром Чкаловський. Похований з почестями 8 лютого 2018 року на Алеї слави Комінтернівського кладовища у Воронежі, поруч з «братською» могилою військових льотчиків.

## Особисте життя
Був одружений. Виховував дочку (нар. 2014).

## Нагороди
- Герой Російської Федерації (6 лютого 2018, посмертно) — за героїзм, мужність і відвагу, проявлені при виконанні військового обов'язку. Нагорода вручена Президентом Росії родичам у Кремлі у День захисника Вітчизни 23 лютого 2018 року.[17]
- Медаль «За відзнаку у військовій службі» 2-го ступеня (2016).
- Медаль «За відзнаку у військовій службі» 3-го ступеня (2011).
- Медаль «Учаснику військової операції в Сирії».